# Pardal de Cap Verd
El pardal de Cap Verd (Passer iagoensis) és una espècie d'ocell de la família dels passèrids (Passeridae) que habita sabanes, conreus i ciutats a les illes de Cap Verd.